# Una Kroll
Pour les articles homonymes, voir Kroll.
Compléments
Convertie au catholicisme en 2008
Una Kroll, née le 15 décembre 1925 à Londres et morte le 6 janvier 2017, est une militante féministe et religieuse britannique. Devenue l'une des premières femmes prêtres de l'Église anglicane en 1997, elle s'est finalement convertie au catholicisme en 2008.

## Biographie

### Jeunesse
Una Kroll naît à Londres en 1925. Elle est la fille naturelle de George Alexander Hill (en) et d'Hilda Pediani. Celle-ci l'élève seule entre Londres, Paris et la Lettonie. Au début de la Seconde Guerre mondiale, Una Kroll entre à l'université de Cambridge afin d'étudier la médecine. Anglicane, elle y trouve la foi et ressent un « appel » à la prêtrise. Mais les femmes ne peuvent pas encore devenir prêtres au sein de l'Église d'Angleterre. Elle décide alors de devenir religieuse au sein d'un ordre missionnaire. Elle est envoyée au Libéria en tant que nonne-médecin. Mais, après cinq ans de service, elle tombe amoureuse de son supérieur, Léopold Kroll, et doit donc quitter son ordre. Elle l'épouse en 1957 et devient médecin de famille ainsi que diaconesse. Ils ont ensemble quatre enfants.

### Militantisme et prêtrise
En 1968, la conférence de Lambeth proclame qu'il n'y a pas d'argument théologique pour interdire la prêtrise aux femmes. Sa vocation renaît alors. Mais une forte opposition existe encore dans l'Église anglicane. Elle fonde ainsi le Christian Parity group et devient membre du Mouvement pour l'ordination des femmes. En 1974, elle se présente également comme candidate féministe au Parlement britannique. Elle devient de cette manière très impopulaire auprès des représentants de l'Église. Elle écrit aussi de nombreux ouvrages sur le féminisme et la spiritualité. Enfin, en 1978, à la Church House, alors qu'un synode de l'Église anglicane réitère son refus d'ordonner des femmes, elle se fait connaitre du grand public en criant : « nous vous avons demandé le pain et vous nous avez donné une pierre ». Elle devient l'une des plus célèbres militantes de l'ordination des femmes.  
En 1987, elle perd son époux et déménage au Pays de Galles où elle rejoint un ordre de religieuses contemplatives. En novembre 1992, l'Église d'Angleterre instaure finalement l'ordination des femmes. Celle du Pays de Galles prend la même décision en 1997. C'est à cette date qu'elle est ordonnée prêtre par Rowan Williams et se voit confier la charge de vicaire de l'église paroissiale de Monmouth.

### Conversion au catholicisme
Elle est initialement totalement opposée à l'Église catholique dont elle rejette la structure hiérarchique, le système de gouvernance « excluant les laïcs » et les positions vis-à-vis des femmes et des homosexuels.
En 2008, elle fait une courte retraite chez les cisterciens. Touchée par le culte à la Vierge Marie et la présence réelle du Christ dans l'Eucharistie, elle abandonne son sacerdoce pour se convertir au catholicisme avant l'Avent de la même année. Ses amies féministes décrivent son choix comme « une décision perverse ». En 2011, elle révèle que son attirance pour la prêtrise était une « tentation de potestas » et déclare à propos de sa conversion : « ce fut le moment où je compris que j'étais appelée par Dieu à rejoindre une Église où je ne pourrais pas exercer de domination d'aucune sorte, mais où je pourrais apprendre que le service du sacerdoce signifie en réalité la mise en pratique de la foi ». Elle est particulièrement influencée par John Henry Newman et Thérèse d'Avila.

## Ouvrages
- (en) The healing potential of transcendental meditation, John Knox Press, 1974.
- (en) Flesh of My Flesh, London, Longman and Todd, 1975.
- (en) Lament for a Lost Enemy, SPCK Publishing, 1977.
- (en) Sexual Counselling, SPCK Publishing, 1980.
- (en) Trees of Life, Mowbray, 1997.
- (en) Living Life to the Full : A Guide to Spiritual Health in Later Years, CIP Group Ltd., 2006.
- (en) Bread Not Stones, London, Christian Alternative, 2014.